# Belle & Sebastien - Amici per sempre
Belle & Sebastien - Amici per sempre (Belle et Sébastien 3: Le Dernier Chapitre) è un film del 2018 diretto da Clovis Cornillac. È l'ultimo di una serie di tre film, tratti dai romanzi di Cécile Aubry, dopo Belle & Sebastien, diretto da Nicolas Vanier nel 2013, e Belle & Sebastien - L'avventura continua, diretto nel 2015 da Christian Duguay. Tutti e tre i film hanno per protagonista l'attore bambino Félix Bossuet, nel ruolo di un piccolo orfano (Sébastien) che stringe amicizia con un cane da montagna dei Pirenei.

## Trama
Sono trascorsi due anni da quando Sebastien ha ritrovato suo padre, nel frattempo il ragazzo è cresciuto, ha 12 anni e Belle ha avuto tre splendidi cuccioli di cui Sebastien si prende cura con tanta buona volontà. La situazione si complica quando uno sconosciuto si presenta sostenendo di essere il proprietario di Belle, che quindi vuole riprendere, ma Sebastien farà di tutto per non separarsi dalla sua migliore amica a quattro zampe e dai suoi tre cuccioli.

## Distribuzione
La pellicola è uscita nelle sale cinematografiche francesi il 14 febbraio 2018, mentre in quelle italiane il 22 febbraio 2018.

## Accoglienza
Il film ha incassato 17,3 milioni di dollari a livello mondiale.